# Уильямс, Джо (музыкант)
Джо Уильямс (настоящее имя Джозеф Горид; 12 декабря 1918 — 29 марта 1999) — американский джазовый певец (баритон), исполнявший музыку в жанрах джаз и блюз, а также баллады и народные песни.

## Биография
Родился в маленьком фермерском городке Кордил, штат Джорджия. Мать родила его в возрасте 18 лет, а отец вскоре после рождения сына бросил семью. Это вынудило мать переехать жить к родителям и копить деньги на переезд в Чикаго, что вскоре удалось осуществить. Там мать Джозефа подрабатывала поварихой, чтобы накопить денег для переезда вслед за ней и её родителей. К матери он испытывал сильную эмоциональную привязанность до самой её смерти в 1968 году.
Джозеф с детства пел на различных официальных мероприятиях вместе с местными группами и уже в 16 лет бросил школу, решив стать профессиональным певцом. Он начал выступать в 1938 году, присоединившись к группе кларнетиста и саксофониста Джимми Нуна и впоследствии выступал со многими афроамериканскими джазовыми коллективами, но был не в состоянии выступать весь день, поэтому вторую половину рабочего дня исполнял обязанности швейцара. В 1939—1940 годах, получив уже достаточную известность в клубах и радиостанциях Чикаго, он начал гастролировать по городам Среднего Запада. В 1951—1953 годах записывался вместе с группами Реда Сандерса, а в 1954 году присоединился к оркестру Каунт Бейси, в составе которого оставался до 1961 года и исполнение музыки в котором принесло ему общенациональную известность и благосклонное отношение критиков.
В 1961 году начал сольную карьеру, выступая в клубах, на джазовых фестивалях и на телевидении; снялся в нескольких музыкальных фильмах. В 1983 году получил звезду на Аллее славы в Голливуде. Его альбом Nothin’ But The Blues в 1985 году выиграл премию Grammy. Продолжал выступать почти до конца жизни.